# دو جيانبينغ
دو جيانبينغ (مواليد 31 أكتوبر 1983) هو سبّاح صيني، مثّل بلاده في الألعاب البارالمبية الصيفية 2012.